# Saskatchewan Highway 969
Highway 969 je silnice v kanadské provincii Saskatchewan. Vede od silnice Highway 2 k silnici Highway 165 jižně od zálivu Meeyomoot Bay na jezeře Lac La Ronge. Je asi 144 km (89 mil) dlouhá.

## Popis trasy
Silnice Highway 969 začíná u silnice Highway 2 na východ od provinčního parku Prince Albert National Park. Nejprve se táhne na východ a pak se prudce stočí k severovýchodu. Highway 969 pak vstupuje do městečka Montreal Lake, pojmenovaného podle blízkého jezera Montreal. Silnice Highway 926 opouští Highway 969 na východ brzy poté, co silnice opustí městečko Montreal Lake. Poté se silnice táhne podél břehu jezera, prochází obcí Timber Bay a pak se táhne dlouhým územím ničeho až ke svému severnímu konci u silnice Highway 165.

## Křižovatky
Jižní konec: Křižovatka se silnicí Highway 2 poblíž provinčního praku Prince Albert Park.
Křižovatka se silnicí Highway 926 v obci Montreal Lake.
Severní konec: Highway 165 severně od obce Timber Bay.